# 俺だけレベルアップな件
『俺だけレベルアップな件』（おれだけレベルアップなけん、朝: 나 혼자만 레벨업、英: Solo Leveling）は、原作・原案Chugong、作画DUBU（REDICE STUDIO）による韓国の小説、漫画、ウェブトゥーン。日本語版は韓国語版とはストーリーやキャラクターに差異がある。略称は「나혼렙」「俺レベ」。

## 概要
Chugongによる小説作品。2016年7月25日から韓国のウェブサイトカカオページで公開され、2018年4月18日まで連載された。本編13巻、外伝1巻。
英語などの翻訳版が各ウェブサイトで制作されており、日本語版はピッコマで掲載。その際、舞台の設定を韓国から日本に変更し、登場人物名も異なるものになっている。それに合わせて原作ではキャラクターの出身国が日本だった国は、DFNという東アジアにある架空の島国に変更になった。
2018年3月4日からはカカオページでウェブトゥーン版（韓国語）が連載開始。小説での挿絵を担当した漫画家DUBU（ジャン・ソンラク）が引き続いて作画を担当。2020年3月19日まで連載後、同年8月1日に連載を再開し、2021年12月29日に連載を終了。全179章。2020年5月以降に英語版が掲載された。
2019年3月1日からウェブトゥーン版の日本語翻訳版がピッコマで連載開始。2019年12月に「ピッコマ BEST OF 2019」マンガ部門第1位を受賞。2020年3月には、月間販売金額9,800万円を突破し、同年5月にはピッコマAWARD 2020 IGNIS賞を受賞。
2020年2月に、ピッコマ「俺だけレベルアップな件」篇のテレビCMの放送が開始され、Rhythmic Toy Worldの楽曲「絶対領域」が起用された。同年12月には、同CMがリニューアルし、Non Stop Rabbitの楽曲「BIRD WITHOUT」が起用され、翌年5月以降も同CMが12月まで続投されることとなった。ピッコマの看板作品として扱われ、2022年1月時点では累計閲覧数が5億回を突破。
2022年1月21日にピッコマでの本編の連載が終了し、これを記念したイベントを開催。
2022年7月23日、作画を担当していたDUBUが脳出血のため37歳の若さで死去し、近親者のみで葬儀が行われた。
2023年3月24日より、亡くなったDUBUの元アシスタントで弟子にあたるDISCIPLESによって、『俺だけレベルアップな件〜外伝〜』のコミカライズの連載がピッコマにて開始された。前作において平穏を取り戻した後の「後日談」が描かれた外伝であり、主人公は記憶を有したまま高校生となっており、他の登場人物たちは以前の記憶を有していない。
2024年1月から3月までと、2025年1月から3月までアニメシリーズが放送された。
2024年5月1日、ウェブトゥーン版の日本語翻訳版がLINEマンガで配信開始された。同月に発表されたピッコマAWARD 2024では漫画『俺だけレベルアップな件〜外伝〜』がSMARTOON（R）部門で受賞した。
以下、特筆する点がない限り、日本語版での名称を中心に記載する。

## あらすじ
十数年前に異次元と現世界を結ぶ通路「ゲート」が現れた世界。ゲートの出現以降、「ハンター」と呼ばれる超常的な能力を持った覚醒者たちが出現し、ゲート内のダンジョンに潜むモンスターを倒して大きな対価を得ていた。
ハンターはその内なる魔力を測定することで能力や力量を測ることができ、それによってS級からE級にランク付けされ、ハンターたちを管理するハンター協会から適したダンジョン攻略が斡旋される。そして、その能力は一部例外を除き、一度覚醒すれば成長することはない。
プロローグ
他のハンター達から「人類最弱兵器」と嘲笑されているE級ハンターの主人公・水篠旬は、ハンターでありながら大した能力を持ち合わせておらず、他のハンターたちに付き添う形で低難易度のダンジョンに挑む度に重傷を負いながらも、母の高額な治療費を稼ぐためハンターを続けていた。
そんなある日、旬は他のハンター達と共にD級ダンジョンに挑んだ際に、隠された「高難易度の二重ダンジョン」が現れる。報酬に目がくらんだ彼らは「ボス部屋」に不用意に入り込んでしまい、3つの謎かけをしてくるカルテノン神殿の巨神像による圧倒的な攻撃によって、多くのハンター達が殲滅されてしまう。仲間たちの撤退のため一人取り残された旬は、巨神像の攻撃によって絶命したかに思われた。
序盤
ところが、知らぬ間に何らかの条件をクリアして生き残った旬は、ごく稀に起きるとされる「再覚醒」によって新たな能力を授かり、「ステータスウインドウ」が自分にだけ見えるようになる。しかし、デイリークエストを無視してしまった旬は、ペナルティーとして異世界に転移させられ、3時間モンスターの群れに追い回される羽目になる。
それ以降、デイリークエストをクリアしたり、インスタントダンジョンを攻略したり、強敵を撃破することで「自分だけがレベルアップする能力」を得た旬は、驚異的なステータスアップを遂げていき、未知のレア装備やアイテムを入手していく。
C級ハンター右京隼人らのハンター狩りや、ハンター協会監視課の道門泰星の暗殺などを撃退した旬は、諸菱建設の次男諸菱賢太と共に「我進ギルド」を立ち上げる。その後、転職クエストをクリアした旬は、職業『ネクロマンサー』となり倒したモンスターを「影の軍団」として使役できるようになり、『影の君主』の称号を得る。
中盤
やがて旬は、世界で限られた人数しかいない「S級ハンター」として認められ、迫りくる強大な敵と立ち向かうことになる。

## 登場人物
名前は日本語版/原語版。

### 主人公
水篠 旬（みずしの しゅん）/ソン・ジヌ（朝: 성진우、Seong Jin woo）
声 - 坂泰斗
本作の主人公。E級ハンターの中でも特に力の弱い覚醒者となり、病院で寝たきりの母と学生である妹の為に、一部のハンターから嘲笑われながらも必死に報酬を稼ぐ日々を送っていた。その力量は低級ダンジョンでも命を落としかねないほどで、他のハンターから人類最弱兵器とも呼ばれている。高難易度の二重ダンジョンで絶望と恐怖を味わい、その後「再覚醒」らしき力によって生じた「システム」による支援を受けて、発露した反骨精神から最強を目指し成長していく。
暗殺系の素質を持ちながら、転職クエストを経て隠し職業であるネクロマンサーに転職したうえ、転職クエストでの昇級ポイント加算により、ネクロマンサーの上級職である影の君主への即時二次転職に成功、マナを使用して倒した相手の幻影を抽出し使役や保持が可能になった。再覚醒後、背が伸びて体つきも良くなったほか、真の影の君主に昇格する。自身の行動や言動で無自覚に女性に気を持たせることが多い。名前を覚えることが苦手。
我進ギルドのギルドマスター。多種多様な武器を扱うことができる。

### 水篠家
水篠 ジュンイチロー（みずしの ジュンイチロー）/ソン・イルファン（朝: 성일환、Seong Il hwan）
声 - 小山力也
長らく行方不明と思われていた旬の父。ある時アメリカのゲート内に現れるが、その経緯によりアメリカハンター協会によりモンスターではないかと疑われてしまう。行方不明になる直前、ダンジョンボスを倒したゲートから脱出出来ず、次元の狭間に取り残されていたが、影の君主の降臨を阻止する使命を受け支配者から力を委ねられ地球に帰還。旬を陰ながら見守りつつ最期は旬と和解して光の塵となって消滅する。
水篠 聡子（みずしの さとこ）/パク・ギョンヘ（朝: 박경혜、Park Kyung hye）
声 - 天野由梨
旬の母。ゲートが開いてしばらくして、大気中のマナに長時間晒されることで数万人に一人に発症するという「溺睡症」で倒れる。植物状態となって延命治療を続けており、その高額な治療費を支払うため旬はハンターを続けている。
水篠 葵（みずしの あおい）/ソン・ジナ（朝: 성진아、Seong Jin ah）
声 - 三川華月
旬の妹。大学受験を控えており、怪我ばかりしている兄を心配している。

### ハンタースギルド
向坂 雫（こうさか しずく）/チャ・ヘイン（朝: 차해인、Cha Hae in）
声 - 上田麗奈
ハンタースギルドの副代表、S級ハンター。水篠 旬曰く最上 真より大きなオーラを持っている。
最上 真（もがみ しん）/チェ・ジョンイン（朝: 최종인、Choi Jong in）
声 - 平川大輔
ハンタースギルドの代表、S級ハンター。人類最終兵器と言われている。炎系最強の魔法系ハンター。

### 白虎ギルド
白川 大虎（しらかわ たいが）/ペク・ユノ（朝: 백윤호、Baek Yoon ho）
声 - 東地宏樹
白虎ギルドの社長、S級ハンター。全力を出すと理性を失い白い獣となる。

### ハンター協会
後藤 清臣（ごとう きよおみ）/コ・ゴニ（朝: 고건희、Go Geon hee）
声 - 銀河万丈
ハンター協会会長、S級ハンター。
犬飼 晃（いぬかい あきら）/ウ・ジンチョル（朝: 우진철、Woo Jin cheol）
声 - 古川慎
ハンター協会監視課課長、A級ハンター。事件後、旬の再覚醒を疑うも反応が出ず見落とす。
道門 泰星（みちかど たいせい) /カン・テシク（朝: 강태식、Kang Tae shik）
声 - 内山昂輝
B級ハンター。ハンター協会監視課所属で犬飼の部下。

### 上級ハンター
右京 将人（うきょう まさと）/ファン・ドンス（朝: 황동수、Hwang Dong soo）
声 - 諏訪部順一
スカベンジャーギルド所属。S級ハンター。旬たちが兄を殺したと疑っており、復讐を誓っている。
黒須 圭介（くろす けいすけ）/イム・テギュ（朝: 임태규、Im Tae gyoo）
声 - 鳥海浩輔
死神ギルドのギルドマスター、S級ハンター。弓を扱う遠距離型のハンター。
町田 堂玄（まちだ どうげん）/マ・ドンウク（朝: 마동욱、Ma Dong wook）
声 - 大塚明夫
明星ギルドのギルドマスター、S級ハンター。タンク型のハンター。
坂東 修輔（ばんどう しゅうすけ）/パク・ジョンス（朝: 박종수、Park Jong soo）
声 - 興津和幸
騎士団ギルドのギルドマスター、A級ハンター。

### 中級ハンター
観月 絵里（みづき えり）/イ・ジュヒ（朝: 이주희、Lee Joo hee）
声 - 本泉莉奈
B級ヒーラー。怪我の絶えない旬のことを心配している。精神的に脆いところがあり、実力よりもランクの低いダンジョンに参加している。物語序盤において、二重ダンジョンの巨神像によって死にかけたことから、トラウマとなってしまう。
馬渕 勲 (まぶち いさお) / ソン・チヨル（朝: 송치열、Song Chi Yul）
声 - 花輪英司
C級ハンター。旬が参加したレイドのリーダー。能力は魔法系だが、剣術に長けている。 ボス部屋に閉じ込められた際に、ボスの攻撃によって片腕を失ってしまう。剣術道場の師範をしているらしく相当な腕前であるようだが、自身のハンター能力は「魔法系」である。
右京 隼人（うきょう はやと) /ファン・ドンソク（朝: 황동숙、Hwang Dong suk）
声 - 間宮康弘
C級ハンター。右京攻撃隊のリーダー。S級ハンターの右京将人を弟に持つ。8人(アニメでは5人)の仲間たちと共に、人数合わせの下級ハンターを雇って、殺害したり見捨てることで分け前を増やしている。頻繁に犠牲者が出ているため、ハンター協会からも疑惑を持たれている。弟はS級ハンター・右京将人であり、そのことにコンプレックスを持っている。

### 下級ハンター
真島 伸晴（ましま のぶはる) /キム・サンシク（朝: 김상식、Kim Sang shik）
声 - 山本満太
D級ハンター。旬と共に、馬渕がリーダーを務めるレイドに参加する。妻と２人の娘がいる。自らがボス部屋に入ろうと言い出したものの、ボスによって蹂躙された際には、リーダーの馬淵を責め立てて責任を取らせようとするなど、パニック状態であったことを考慮しても無責任な一面を持つ。その後、再び一緒のパーティーになった際には、そのことを後悔している態度を見せた。
諸菱 賢太（もろびし けんた）/ユ・ジノ（朝: 유진호、Yoo Jin ho）
声 - 中村源太
D級ハンター。諸菱建設会長の次男。旬と作る我進ギルドの副マスター。父親から買い与えられたレアな装備品を装備しているため、C級ハンターからも警戒されている。

### ７つの光の断片
支配者の力を使える器である。君主から光の破片と呼ばれ狙われている。
トーマス・アンドレ
ゴリアテと呼ばれ、スカベンジャーギルドのギルドマスター。霊体化が使える。
クリストファー・リード
霊体化が使える。
シッダルタ・バッチャン

劉志剛
中国の英雄と呼ばれる星七ハンター。
後藤清臣

水篠潤一郎

### モンスター
エシル・ラディール（朝: 에실 라디르）
声 - 杉山里穂
ダンジョン「悪魔の城」の80階を領地とする悪魔貴族「ラディール家」の長女。S級ハンター以上の実力を持ち、戦闘時は西洋騎士の甲冑を纏い、レイピアを武器とする。ダンジョン侵略者である旬に戦いを挑み敗れるが、上層攻略の道案内役として同伴することになる。
本編では悪魔の城攻略編のみのサブキャラクターであるが、続編「ラグナロク」では「白炎の末裔」としてメインヒロインを務める。
ボルゴン・ラディール（朝: 보르곤 라디르）
声 - 江原正士
「ラディール家」当主、エシルの父親。悪魔貴族としては序列最下位であるが、旬が序列一位である「悪魔王バラン」を倒したため一位となる。
続編「ラグナロク」では下級悪魔の反乱によって命を落とす。

### 九君主
影の君主アスボーン（朝: 아스본）
亡者の王。君主の中でも最強であるアンタレスと肩を並べるほどの実力を持つ。元は神である絶対者に創造された光の使者、「最も眩しい光の破片」。
最前線で君主の軍勢と戦っていたが、他の光の使者が反乱を起こし、絶対者を殺害したため、君主側に寝返る。
破滅の君主アンタレス（朝: 안타레스）
狂竜の王。別名「竜帝」。カミッシーなどの竜（ドラゴン）族モンスターを統べる君主。本作のラスボス。絶対者により闇から創造された「最初の君主」かつ「最強の君主」。人間態は赤髪顎髭の中年男性。真の姿は巨大なドラゴン。
旬の影の軍勢を一瞬で消滅させ、君主でさえ戦闘不能に陥れるブレス攻撃スキル「ドラゴンフィア」を多用する。
霊体化した状態では大剣を得物として使う。
白炎の君主バラン（朝: 바란）
声 - 山本祥太
悪魔の王。ダンジョンボスとして悪魔の城の最上層100階に君臨し、ダンジョン内の悪魔族を統べている。武器として「悪魔王の長剣」と2本の「悪魔王の短剣」を使い、飛龍カイセリンを騎乗する。スタン効果が付属する稲妻型の広域魔法攻撃を口から出すほか、悪魔を無限召喚できるゲートを作り出すスキル「地獄の軍勢」を有する。
作中一番最初に登場した君主であるが、実はアスボーン及び君主側に仕える魔導士「設計者カンディアル」によって具現化されたレプリカである。本物のバランはアンタレスの命令でラカンと共にアスボーンを襲った際に反撃され、既に死亡している。悪魔の城のバランは大幅に弱体化された偽物であるが、依然膨大な魔力量（マナ）及びS級ハンター以上の力を持っていたため、旬との決戦では終始圧倒する。しかし、エシルの援護により隙が生じ、旬に逆転討伐される。
太初の君主レギア（朝: 레기아）
巨人の王。S級以上のモンスター・巨人族を率いる君主。DFN（原作では日本）の超大型S級ゲートのダンジョンボスとして登場する。過去の大戦で支配者に敗れたため、魔力を抑える鎖に束縛されている。旬に協力を要請するが、あくまでも人間に害を成す存在であると看破され、そのまま首を落とされ倒される。レギアが死亡したことにより、全世界のゲート内の魔石が消滅した。
酷寒の君主シラード（朝: 실라드）
雪人の王。アイスエルフ族を率いる君主。光の断片である後藤清臣を襲撃し殺害する。
牙の君主ラカン（朝: 라칸）
獣の王。獣型のモンスターを率いる君主。人間態はワイルド系の青年であるが、本来の姿は狼型の獣人。牙や爪を使う肉弾戦を得意とする。
原案においての名前は「アダン（朝: 아단）」。
疫病の君主ケレシャ（朝: 퀘레샤）
蟲の王。虫系のモンスターを率いる唯一の女性君主。魅惑な美女の外見を持つが、その実態は様々な虫系モンスターで構成されている。酷寒・牙の君主と共に旬を襲撃するが、反撃され最初に倒される。
幻界の君主ヨグムント（朝: 요그문트）
魔霊の王。ゴースト系のモンスターを率いる君主。君主であるが、直接攻撃を行うことはなく、主に他の君主をサポートする役割を持つ。魔力に限っては竜帝アンタレスを上回り、総合的にはアンタレス・アスボーン・レギアに次ぐ４番目に強い実力を持つ。得意魔法は空間歪曲、魔界のモンスター軍団を自由に現世へ転送できるゲートを無数に作り出せる。
剛体の君主タルナーク（朝: 타르나크）
悪鬼の王。ゴブリン・オーク・オーガなど鬼族モンスターを従える君主。一人称は「僕」。人間態は金髪の優男であるが、本来の姿はオーガのそれである。
初登場時は国家権力級ハンターであるクリストファー・リードを牙・疫病の君主と協力し殺害した。以後は酷寒・牙・疫病の君主と共に、まだ君主の力を覚醒していない状態である旬を抹殺する計画を立てるが、本人は危険を予知し暗殺には参加していない。最終戦ではヨグムントと共に現世への侵攻を始めるが、旬の影の軍勢に敢え無く敗れ死亡する。
霊体化の姿は器（トーマス・アンドレ等）の霊体化に似た形をしている。
続編小説「ラグナロク」で設定が追加され、元は弱い無名のゴブリンであったが、ワニの頭をもつオーク「アンムート」と出会い「タルナーク」の名を与えられた。以降アンムートの弟子になり、魔力で身体を強化できるスキル「剛体術」を身につけ、君主となる。
ウェブトゥーン版ではアンムートの弟子ではなく創造主になっている。
原案での名前は「ラッパサ（朝: 락파사）」。

## 既刊一覧

### 小説『俺だけレベルアップな件』
- 『ノベル 俺だけレベルアップな件』2021年1月22日発売[書籍 1]、ISBN 978-4-04-680125-8

### 漫画『俺だけレベルアップな件』
|     | 朝鮮語版発売日 | ISBN              |     | 日本語版発売日 | ISBN              |
| --- | -------------- | ----------------- | --- | -------------- | ----------------- |
| 1.  | 2019年09月26日 | 979-11-89320-29-4 | 1.  | 2019年12月21日 | 978-4-04-064080-8 |
| 1.  | 2019年09月26日 | 979-11-89320-29-4 | 2.  | 2019年12月21日 | 978-4-04-064346-5 |
| 2.  | 2020年01月30日 | 979-11-89320-36-2 | 3.  | 2020年06月23日 | 978-4-04-064692-3 |
| 2.  | 2020年01月30日 | 979-11-89320-36-2 | 4.  | 2020年06月23日 | 978-4-04-064693-0 |
| 3.  | 2020年08月27日 | 979-11-89320-69-0 | 5.  | 2021年01月22日 | 978-4-04-680123-4 |
| 3.  | 2020年08月27日 | 979-11-89320-69-0 | 6.  | 2021年01月22日 | 978-4-04-680124-1 |
| 4.  | 2021年04月29日 | 979-11-91363-73-9 | 7.  | 2021年10月22日 | 978-4-04-680815-8 |
| 4.  | 2021年04月29日 | 979-11-91363-73-9 | 8.  | 2021年10月22日 | 978-4-04-680816-5 |
| 5.  | 2021年10月07日 | 979-11-6777002-8  | 9.  | 2022年08月20日 | 978-4-04-681634-4 |
| 5.  | 2021年10月07日 | 979-11-6777002-8  | 10. | 2022年08月20日 | 978-4-04-681635-1 |
| 6.  | 2022年07月25日 | 979-1-16-777037-0 | 11. | 2023年03月23日 | 978-4-04-682287-1 |
| 6.  | 2022年07月25日 | 979-1-16-777037-0 | 12. | 2023年03月23日 | 978-4-04-682288-8 |
| 7.  | 2023年02月22日 | 979-1-16-777070-7 | 13. | 2023年06月22日 | 978-4-04-682287-1 |
| 7.  | 2023年02月22日 | 979-1-16-777070-7 | 14. | 2023年09月22日 | 978-4-04-682786-9 |
| 8.  | 2023年05月25日 | 979-1-16-777089-9 | 15. | 2023年12月22日 | 978-4-04-683099-9 |
| 8.  | 2023年05月25日 | 979-1-16-777089-9 | 16. | 2024年3月23日  | 978-4-04-683451-5 |
| 9.  | 2023年08月30日 | 979-1-16-777113-1 | 17. | 2024年6月21日  | 978-4-04-683693-9 |
| 9.  | 2023年08月30日 | 979-1-16-777113-1 | 18. | 2024年9月21日  | 978-4-04-683943-5 |
| 10. | 2024年04月18日 | 979-1-19-354981-0 | 19. | 2024年12月23日 | 978-4-04-684276-3 |
| 10. | 2024年04月18日 | 979-1-19-354981-0 | 20. | 2025年3月22日  | 978-4-04-684590-0 |
| 11. | 2024年06月4日  | 979-1-19-382120-6 | 21. | 2025年6月23日  | 978-4-04-684850-5 |
| 12. | 2024年08月29日 | 979-1-19-382139-8 |     |                |                   |
| 13. | 2024年11月28日 | 979-1-19-382173-2 |     |                |                   |

## テレビアニメ
2022年7月にアニメシリーズの制作が発表、第1期が2024年1月から3月までTOKYO MXほかにて放送された。2023年12月10日には東京およびソウルを起点にしたワールドプレミアが行われ、冒頭話数が世界各国で先行公開された。
韓国やアメリカなどの国々でも放送が告知されており、クランチロールやメディアリンクなどが配信権を取得している。日本での配信・放送は基本的にキャラクターが日本版での人物名となっているが、配信先によっては名前のみ原作のままとなっているところもある。それを踏まえてか、アニメ版作中での文字表現は英語・英文表記となっている。
2024年3月に、第2期『俺だけレベルアップな件 Season 2 -Arise from the Shadow-』の制作が決定。2025年1月から3月までTOKYO MXほかにて放送された。
また、第1期の特別編集版及び第2期の第1話・第2話が、『俺だけレベルアップな件 -ReAwakening-』のタイトルで2024年11月29日より全世界で上映された。R15+指定。

### スタッフ
- 原作 - DUBU、Chugong、h-goon[21]
- 監督 - 中重俊祐[21]
- シリーズ構成 - 木村暢[21]
- キャラクターデザイン - 須藤智子[21]
- モンスターデザイン - 徳田大貴[13]
- プロップデザイン - 白石創太郎[13]
- アクションディレクター - 菅野芳弘、丸山大勝（第2期）
- キーアニメーター - 鳥居貴史、橋元快斗、中川肇、丸山大勝（第1期）、米澤篤（第2期）
- 美術設定 - 佐藤正浩、林雅巳、菱沼由典、渡邉匡城（第1期）、田中裕一郎（第2期）
- 美術監督 - 奥村泰浩[13]
- 色彩設計 - 中野尚美[13]
- 撮影監督 - 井関大智[13]
- CG監督 - 森岡俊宇[13]
- モーショングラフィックス - 大城丈宗[13]
- 編集 - 近藤勇二[13]
- 音響監督 - 田中亮[13]
- 音楽 - 澤野弘之[21]
- 音楽プロデューサー - 山内真治
- プロデューサー - 古橋宗太、Park Jinhae、髙橋佳那子、Kim Ayoung、Kang Kyewon（第1期）、Choi Jinkeun（第2期）
- アニメーションプロデューサー - 金子敦史
- アニメーション制作 - A-1 Pictures[21]
- 製作 - Solo Leveling Animation Partners（アニプレックス、Netmarble、D&C MEDIA、Kakao piccoma、クランチロール）

### 主題歌
「LEveL」
SawanoHiroyuki[nZk]:TOMORROW X TOGETHERによる第1期のオープニングテーマ。作詞は澤野弘之とBenjamin、作曲・編曲は澤野弘之。
「request」
krageによる第1期のエンディングテーマ。作詞・作曲・編曲はTK（凛として時雨）。
一部地域では英語詞版が使用される。
「ReawakeR (feat. Felix of Stray Kids)」
LiSAによる第2期のオープニングテーマ。作詞はBenjamin + cAnON.、作曲・編曲は澤野弘之。
「UN-APEX」
TK from 凛として時雨による第2期のエンディングテーマ。作詞・作曲はTK。

### 各話リスト
| 話数                             | サブタイトル                         | 脚本     | 絵コンテ            | 演出                | 作画監督 | 総作画監督                          | 初放送日      |          |          |          |          |          |          |          |          |          |          |          |          |          |          |          |          |          |
| Season 1                         | Season 1                             | Season 1 | Season 1            | Season 1            | Season 1 | Season 1                            | Season 1      | Season 1 | Season 1 | Season 1 | Season 1 | Season 1 | Season 1 | Season 1 | Season 1 | Season 1 | Season 1 | Season 1 | Season 1 | Season 1 | Season 1 | Season 1 | Season 1 | Season 1 |
| -------------------------------- | ------------------------------------ | -------- | ------------------- | ------------------- | --- | ----------------------------------- | ------------- | -------- | -------- | -------- | -------- | -------- | -------- | -------- | -------- | -------- | -------- | -------- | -------- | -------- | -------- | -------- | -------- | -------- |
| 01                               | I'm Used to It                       | 木村暢   | 中重俊祐 徳田大貴   | 中重俊祐            | 須藤智子 古住千秋 徳田大貴 | -                                   | 2024年 1月7日 |          |          |          |          |          |          |          |          |          |          |          |          |          |          |          |          |          |
| 02                               | If I Had One More Chance             | 石井風花 | ほりうちゆうや      | ほりうちゆうや      | 今田茜 齋藤魁 石川愛理 黄鶴亭 | 古住千秋                            | 1月14日       |          |          |          |          |          |          |          |          |          |          |          |          |          |          |          |          |          |
| 03                               | It’s Like a Game                     | 入江信吾 | 菊池貴行            | 菊池貴行            | 河村涼子 北條直明 諸葛子敬 田辺孝明 蒙晏妮 劉泉 | 須藤智子                            | 1月21日       |          |          |          |          |          |          |          |          |          |          |          |          |          |          |          |          |          |
| 04                               | I've Gotta Get Stronger              | 入江信吾 | 森本育郎 菅野芳弘   | 濱崎徹              | 石井ゆみこ 今岡大 武佐友紀子 郭婷 阿部安佳里 佐藤愛架 | 徳田大貴                            | 1月28日       |          |          |          |          |          |          |          |          |          |          |          |          |          |          |          |          |          |
| 05                               | A Pretty Good Deal                   | 海法紀光 | 早瀬真紀子          | 早瀬真紀子          | 今田茜 石川愛理 齋藤魁 黄鶴亭 武佐友紀子 堀光明 | 古住千秋                            | 2月4日        |          |          |          |          |          |          |          |          |          |          |          |          |          |          |          |          |          |
| 06                               | The Real Hunt Begins                 | 海法紀光 | 佐久間貴史 菅野芳弘 | 佐久間貴史          | 劉泉 田辺孝明 今岡大 諸葛子敬 河村涼子 郭婷 | 須藤智子                            | 2月11日       |          |          |          |          |          |          |          |          |          |          |          |          |          |          |          |          |          |
| 07                               | Let's See How Far I Can Go           | 村越繁   | ほりうちゆうや      | ほりうちゆうや      | 石井ゆみこ 今田茜 石川愛理 関根柚月 武佐友紀子 北條直明 五十嵐友美 | 徳田大貴                            | 2月18日       |          |          |          |          |          |          |          |          |          |          |          |          |          |          |          |          |          |
| 08                               | This Is Frustrating                  | 中重俊祐 | 大城丈宗            | 大城丈宗            | 日向晴香 山﨑絵美 二宮奈那子 関根柚月 石井ゆみこ | 古住千秋                            | 3月3日        |          |          |          |          |          |          |          |          |          |          |          |          |          |          |          |          |          |
| 09                               | You've Been Hiding Your Skills       | 入江信吾 | 徳田大貴            | 徳田大貴            | 黄鶴亭 川辺雄介 石川愛理 今田茜 阿部安佳里 佐藤愛架 石塚空良 嶋田聡史 徳田大貴 | 須藤智子 徳田大貴                   | 3月10日       |          |          |          |          |          |          |          |          |          |          |          |          |          |          |          |          |          |
| 10                               | What Is This, a Picnic?              | 冨永芳和 | 尾上皓紀            | 堀内勇治 佐久間貴史 | 北條直明 今岡大 河村涼子 外崎小鉄 今田茜 笛木優奈 | 徳田大貴                            | 3月17日       |          |          |          |          |          |          |          |          |          |          |          |          |          |          |          |          |          |
| 11                               | A Knight Who Defends an Empty Throne | 木村暢   | 菊池貴行            | 菊池貴行            | 武佐友紀子 石川愛理 阿部安佳里 佐藤愛架 川辺雄介 諸葛子敬 劉泉 田辺孝明 閣閣有旨動画 光の園・アニメーション 橋元快斗 徳田大貴                                                                                             | 古住千秋                            | 3月24日       |          |          |          |          |          |          |          |          |          |          |          |          |          |          |          |          |          |
| 12                               | Arise                                | 木村暢   | 中重俊祐            | 中重俊祐            | 関根柚月 黄鶴亭 堀光明 鈴木理彩 河村涼子 北條直明 田辺孝明 劉泉 山﨑絵美 武佐友紀子 今岡大 外崎小鉄 ノ・スンウ 何振偉 鄢嘉儀 龍光 戸谷賢都                                                                                | 須藤智子                            | 3月31日       |          |          |          |          |          |          |          |          |          |          |          |          |          |          |          |          |          |
| Season 2 -Arise from the Shadow- |                                      |          |                     |                     | |                                     |               |          |          |          |          |          |          |          |          |          |          |          |          |          |          |          |          |          |
| 13                               | You aren't E-rank, are You           | 村越繁   | ほりうちゆうや      | ほりうちゆうや      | 神本兼利 戸髙真希 二瓶令暁 中岡響香 武佐友紀子 今岡大 | 須藤智子                            | 2025年 1月5日 |          |          |          |          |          |          |          |          |          |          |          |          |          |          |          |          |          |
| 14                               | I Suppose You aren't Aware           | 石井風花 | 無田真              | 佐々木達也          | 石川愛理 関根柚月 黄鶴亭 劉泉 河村涼子 クォン・ヒョンエ | 古住千秋                            | 1月12日       |          |          |          |          |          |          |          |          |          |          |          |          |          |          |          |          |          |
| 15                               | Still a Long Way to Go               | 冨永芳和 | 平野宏樹            | 古桑孝治            | 北條直明 石塚空良 山﨑絵美 川辺雄介 日向晴香 杜雅貴 | 徳田大貴                            | 1月19日       |          |          |          |          |          |          |          |          |          |          |          |          |          |          |          |          |          |
| 16                               | I Need to Stop Faking                | 木村暢   | 早瀬真紀子          | 早瀬真紀子          | 小沢久美子 田辺孝明 阿部安佳里 佐藤愛架 外崎虎徹 光の園アニメーション | 片所友子 緒方浩美                   | 1月26日       |          |          |          |          |          |          |          |          |          |          |          |          |          |          |          |          |          |
| 17                               | This is What We're Trained to Do     | 村越繁   | 戸谷賢都            | 戸谷賢都            | 齋藤悠 廣瀬あかね 錦見楽 東島久志 片所友子 臼井篤史 堀光明 田辺孝明 徳田大貴 | 須藤智子                            | 2月2日        |          |          |          |          |          |          |          |          |          |          |          |          |          |          |          |          |          |
| 18                               | Don't Look Down on My Guys           | 石井風花 | 菊池貴行            | 菊池貴行            | 武佐友紀子 黄鶴亭 今岡大 外崎小鉄 森雅貴 橋元快斗 ノ・スンウ | 徳田大貴                            | 2月9日        |          |          |          |          |          |          |          |          |          |          |          |          |          |          |          |          |          |
| 19                               | The 10th S-rank Hunter               | 冨永芳和 | 大城丈宗            | 大城丈宗            | 堀光明 河村涼子 阿部安佳里 佐藤愛架 Facu Escobedo 石塚空良 クォン ヒョンエ 閣閣有旨動画 | 古住千秋                            | 2月16日       |          |          |          |          |          |          |          |          |          |          |          |          |          |          |          |          |          |
| 20                               | Looking Up was Tiring Me Out         | 木村暢   | 黒田結花 菅野芳弘   | 佐々木達也          | 田辺孝明 髙阪花世 中岡響香 NAM HAI ART 光の園アニメーション | 緒方浩美 武佐友紀子 片所友子        | 2月23日       |          |          |          |          |          |          |          |          |          |          |          |          |          |          |          |          |          |
| 21                               | It was All Worth It                  | 村越繁   | ほりうちゆうや      | ほりうちゆうや      | 二瓶令暁 劉泉 神本兼利 安岡幸恵 関根柚月 北條直明 | 古住千秋                            | 3月2日        |          |          |          |          |          |          |          |          |          |          |          |          |          |          |          |          |          |
| 22                               | We Need a Hero                       | 石井風花 | 徳田大貴            | 徳田大貴            | 徳田大貴 川辺雄介 久保山誠士 黄鶴亭 五十嵐友美 関根柚月 二瓶令暁 成松義人 蟹谷憲正 亀田朋幸 橋本健太 田中亜優 ノ・スンウ ジャン・ハンビョル                                                                               | 徳田大貴                            | 3月9日        |          |          |          |          |          |          |          |          |          |          |          |          |          |          |          |          |          |
| 23                               | It's Going to Get Even More Intense  | 冨永芳和 | 戸谷賢都            | 戸谷賢都            | 徳田大貴 片所友子 武佐友紀子 北條直明 田辺孝明 今岡大 河村涼子 五十嵐友美 黄鶴亭 中岡響香 錦見楽 外崎小鉄 橋本健太 亀田朋幸 志賀道憲 廣瀬あかね 橋元快斗 NAM HAI ART 閣閣有旨動画                                         | 須藤智子                            | 3月16日       |          |          |          |          |          |          |          |          |          |          |          |          |          |          |          |          |          |
| 24                               | Are You the King of Humans           | 木村暢   | 鈴木龍太郎 菅野芳弘 | 鈴木龍太郎          | しびと 斎藤亮太 五十嵐友美 二瓶令暁 緒方浩美 川辺雄介 宮田瑞生 中岡響香 蟹谷憲正 橋本健太 関根柚月 田辺孝明 徳田大貴 橋元快斗 ノ・スンウ ジャン・ハンビョル 閣閣有旨動画 NAM HAI ART COMPANY LIMITED 光の園アニメーション | 徳田大貴                            | 3月23日       |          |          |          |          |          |          |          |          |          |          |          |          |          |          |          |          |          |
| 25                               | On to the Next Target                | 中重俊祐 | 中重俊祐            | 中重俊祐            | 戸髙真希 日向晴香 神本兼利 斉藤準一 山崎浩平 石黒侑 成松義人 黄鶴亭 河村涼子 亀田朋幸 錦見楽 久保山誠士 外崎虎徹 片所友子 今岡大 田辺孝明 武佐友紀子 五十嵐友美 ノ・スンウ NAM HAI ART COMPANY LIMITED                    | 須藤智子 古住千秋 徳田大貴 戸谷賢都 | 3月30日       |          |          |          |          |          |          |          |          |          |          |          |          |          |          |          |          |          |

### 放送局
| 放送期間               | 放送時間                     | 放送局       | 対象地域   | 備考                  |
| ---------------------- | ---------------------------- | ------------ | ---------- | --------------------- |
| 2024年1月7日 - 3月31日 | 日曜 0:00 - 0:30（土曜深夜） | TOKYO MX     | 東京都     |                       |
|                        |                              | とちぎテレビ | 栃木県     |                       |
|                        |                              | 群馬テレビ   | 群馬県     |                       |
|                        |                              | BS11         | 日本全域   | BS放送 / 『ANIME+』枠 |
|                        | 日曜 2:03 - 2:33（土曜深夜） | CBCテレビ    | 中京広域圏 | [ 27 ] [ 注 3 ]       |
| 2024年1月9日 - 4月2日  | 火曜 2:29 - 2:59（月曜深夜） | 読売テレビ   | 近畿広域圏 | 『MANPA』第2部        |
| 2024年2月3日 -         | 土曜 22:30 - 23:00           | アニマックス | 日本全域   | BS/CS放送             |

| 配信開始日   | 配信時間                  | 配信サイト |
| ------------ | ------------------------- | --- |
| 2024年1月7日 | 日曜 0:30（土曜深夜）更新 | Amazon Prime Video |
| 2024年1月9日 | 火曜 12:00 以降順次更新   | U-NEXT アニメ放題 dアニメストア （本店・ニコニコ支店・for Prime Video） バンダイチャンネル Hulu ABEMA DMM TV ニコニコ生放送 ニコニコチャンネル Netflix FOD TELASA J:COM STREAM （見放題） auスマートパスプレミアム milplus見放題パックプライム Lemino |

| 放送期間               | 放送時間                     | 放送局       | 対象地域   | 備考                      |
| ---------------------- | ---------------------------- | ------------ | ---------- | ------------------------- |
| 2025年1月5日 - 3月30日 | 日曜 0:00 - 0:30（土曜深夜） | TOKYO MX     | 東京都     |                           |
|                        |                              | とちぎテレビ | 栃木県     |                           |
|                        |                              | 群馬テレビ   | 群馬県     |                           |
|                        |                              | BS11         | 日本全域   | BS放送 / 『ANIME+』枠     |
|                        | 日曜 2:03 - 2:33（土曜深夜） | CBCテレビ    | 中京広域圏 | 『アガルアニメ Type-C』枠 |
| 2025年1月7日 - 4月1日  | 火曜 2:29 - 2:59（月曜深夜） | 読売テレビ   | 近畿広域圏 | 『MANPA』第2部            |
| 2025年2月1日 -         | 土曜 23:00 - 23:30           | アニマックス | 日本全域   | BS/CS放送                 |

| 配信開始日   | 配信時間                  | 配信サイト |
| ------------ | ------------------------- | --- |
| 2025年1月5日 | 日曜 0:30（土曜深夜）更新 | Amazon Prime Video |
| 2025年1月7日 | 火曜 12:00 以降順次更新   | U-NEXT アニメ放題 dアニメストア（本店・ニコニコ支店・for Prime Video） バンダイチャンネル Hulu ABEMA DMM TV ニコニコチャンネル ニコニコ生放送 Netflix FOD TELASA J:COM STREAM（見放題） Pontaパス milplus見放題パックプライム Lemino Disney+ |

### BD / DVD
| 巻 | 発売日        | 収録話          | 規格品番     | 規格品番     |
| 巻 | 発売日        | 収録話          | BD           | DVD          |
| -- | ------------- | --------------- | ------------ | ------------ |
| 1  | 2024年3月27日 | 第1話 - 第3話   | ANZX-17251/2 | ANZB-17251/2 |
| 2  | 2024年4月24日 | 第4話 - 第6話   | ANZX-17253/4 | ANZB-17253/4 |
| 3  | 2024年5月29日 | 第7話 - 第9話   | ANZX-17255/6 | ANZB-17255/6 |
| 4  | 2024年6月26日 | 第10話 - 第12話 | ANZX-17257/8 | ANZB-17257/8 |

| 巻 | 発売日        | 収録話          | 規格品番     | 規格品番     |
| 巻 | 発売日        | 収録話          | BD           | DVD          |
| -- | ------------- | --------------- | ------------ | ------------ |
| 1  | 2025年4月23日 | 第13話 - 第18話 | ANZX-17321/4 | ANZB-17321/4 |
| 2  | 2025年6月25日 | 第19話 - 第25話 | ANZX-17325/8 | ANZB-17325/8 |